# 1-е Омское артиллерийское училище
1-е Омское артиллерийское училище — созданное 1 июня 1919 года, во времена Гражданской войны, военное училище по подготовке кадров для артиллерийских частей «Белой армии» на Восточном фронте. Изначально находилось в 1-м Сибирском кадетском корпусе, с 1 сентября 1919 года передислоцировано из Омска во Владивосток (военный городок Раздольное). Курс обучения был рассчитан на 2 года, но позже был сокращён до 8 месяцев. Основной состав училища насчитывал 240 человек — в основном, это были юнкера, которые не успели получить образование артиллеристов в 1917 году. Состоялся всего один выпуск в 1920 году, затем, с падением режима Колчака, училище было закрыто.

## Командование
- Начальник училища — полковник Н. А. Герцо-Виноградский
- Помощник дивизиона — полковник Е. Н. Сполатбог.
- Инспектор классов — полковник В. И. Коневега
- Командиры батарей — полковники Теляповский и Зинкевич[2]